# Santo Domingo Xenacoj
Santo Domingo Xenacoj – miasto w południowej części Gwatemali, w departamencie Sacatepéquez. Według danych statystycznych z 2012 roku liczba mieszkańców wynosiła 7 687 osób. 
Santo Domingo Xenacoj leży 20 km na południowy wschód od stolicy departamentu – miasta Antigua Guatemala. Miasto zostało założone w 1580 roku przez dominikańskiego zakonnika Benito de Villacañas.
Santo Domingo Xenacoj leży na wysokości 1832 m n.p.m., przy drodze Panamerykańskiej,  w górach Sierra Madre de Chiapas.

## Santo Domingo Xenacoj
Miasto jest siedzibą władz gminy o tej samej nazwie, która jest jedną z szesnastu gmin w departamencie. W 2012 roku gmina liczyła 10 321 mieszkańców. Dominującą społecznością gminy są Indianie z majańskiej grupy Kakczikel. Gmina jak na warunki Gwatemali jest bardzo mała, a jej powierzchnia obejmuje zaledwie 37 km². Mieszkańcy gminy utrzymują się głównie z rolnictwa, turystyki oraz z rzemiosła artystycznego.